# Baptême civil en France
Pour des articles plus généraux, voir Baptême civil et Baptême.
Le baptême civil ou parfois baptême républicain ou parrainage républicain est, en France, une façon de célébrer la naissance d'un enfant en dehors de toute référence religieuse, dans le respect de la laïcité.
Il a lieu à l'hôtel de ville, mais la mairie n'a pas l'obligation de le célébrer car il n'a pas de valeur légale. Il répond néanmoins au besoin des parents de transmettre des valeurs républicaines à leur enfant, et de marquer sa naissance par des festivités.
Trouvant son origine dans la Révolution française, il a connu une popularité variable depuis, parfois encouragé par des municipalités socialistes ou communistes, sur fond d'anticléricalisme.

## Définition
Le baptême civil a lieu à l'hôtel de ville, mais la mairie mais n'a pas l'obligation de le célébrer. En effet, sur le plan juridique, cette forme de baptême laïque n'est mentionnée par aucun texte et n'a donc pas de valeur légale. En particulier, les parrains et marraines ne sont soumis à aucune obligation. N'étant pas un acte d'état civil, il ne figure pas dans ses registres.
Cette cérémonie correspond néanmoins à des valeurs républicaines défendues par les parents de l'enfant. Ludovic Naudeau écrit à ce sujet : « Souvent les familles éprouvent le besoin de marquer néanmoins par des festivités l'existence de leur rejeton, et alors elles organisent ce que l'on appelle ici un baptême civil. »
Avec la démocratisation de la cérémonie laïque de mariage, de plus en plus de couples choisissent d'organiser une cérémonie laïque de baptême ou parrainage laïque[réf. nécessaire]. Elle offre un espace de personnalisation et libère des contingences administratives.

## Histoire
Le baptême civil ou baptême républicain, ou encore parrainage civil, est institué par la loi du 20 prairial an II (8 juin 1794) relative aux actes d'état civil, réservés aux municipalités. Peuvent être baptisés civilement tous les mineurs de moins de 13 ans, mais les parrains et marraines doivent, eux, être majeurs. Fouché l'avait institué : « À Nevers, ce nouveau pape est le premier à introduire dans le pays le baptême civil pour sa fille qu'il appelle Nièvre du nom du département. »
Il tombe en désuétude au XIXe siècle, mais est relancé en 1892 par la municipalité socialiste de Saint-Denis, afin de « soustraire la jeunesse à l'influence néfaste des religions déistes qui atrophient et faussent son intelligence » Le baptême, même s'il a lieu à la mairie de Saint-Denis, n'est pas célébré par le maire, mais par le "président de la société des baptêmes civils", Anthelme Monneret ; l'acte de baptême mentionne la date du calendrier républicain et contient l'engagement du parrain et de la marraine d'inculquer "des sentiments de fraternité propre à faire de l'enfant un bon citoyen et un bon républicain." 
Le baptême civil devient très en vogue à la Belle Époque dans le nord de la France, avant de se raréfier. Il a toujours cours au XXIe siècle dans certaines municipalités et connait un regain de célébrations. À Rennes, on compte environ 80 parrainages par an. Pour 2015, on en recense 181 à Lyon, 135 à Nantes (+15 %), une douzaine à Vesoul en 2016, 325 à Paris mais dans seulement 13 des 20 mairies d'arrondissement, les municipalités pouvant aussi refuser de célébrer ce type de cérémonie.
En juin 2016, l'amendement no 434 au projet de loi « Égalité et citoyenneté » est présenté, afin de donner un cadre légal à cette pratique. L'article 42 qui en résulte est censuré par le Conseil constitutionnel pour raison de procédure.

## Baptême rouge
Dans les années 1920, dans les municipalités communistes de la région parisienne, avaient parfois lieu une cérémonie similaire, appelée « baptême rouge » qui est allée jusqu'à faire l'objet d'actes signés et enregistrés dans les archives municipales. Par exemple, le 1er juillet 1934, lors d'une telle cérémonie, la municipalité de Bobigny fit entonner des chants anticléricaux devant l'église Notre-Dame-du-Bon-Secours. Un « baptême rouge » a lieu à Cusset en mai 1935.